# Bienosaurus
Bienosaurus („Bienův ještěr“) byl rod vývojově primitivního (tyreoforního) dinosaura, který žil v době před asi 195 miliony let (nejranější jura, věk sinemur) na území dnešní jižní Číny (provincie Jün-nan, geologické souvrství Lu-feng).

## Objev a popis

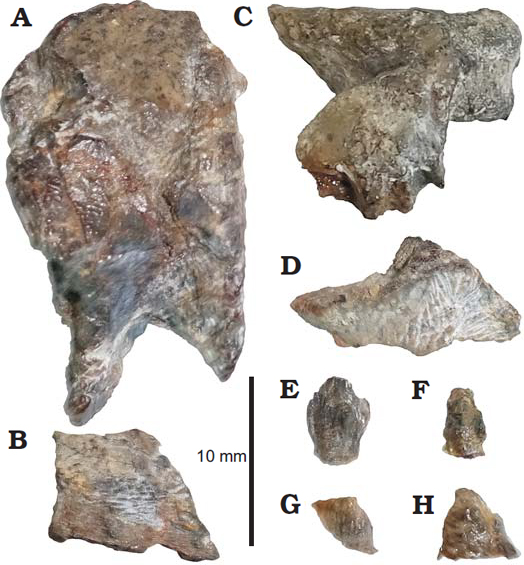
Bienosaurus skull bones

Fosilie tohoto dinosaura objevil v sedimentech souvrství Lufeng roku 1938 paleontolog Pien Mej-nien (angl. Bian/Bien Meinian), v roce 2001 jej pak formálně popsal paleontolog Tung Č’-ming. Holotyp nese označení IVPP V15311 a jedná se o fragment pravé dolní čelistní kosti se zuby a několika fragmenty lebky.
Jednalo se o menšího až středně velkého dinosaura, jehož délku odhadl paleontolog Thomas R. Holtz, Jr. na 4 metry a hmotnost na několik stovek kilogramů.

## Systematické zařazení
Bienosaurus je pravděpodobně velmi primitivním zástupcem kladu Thyreophora a v současnosti je klasifikován jako nomen dubium (pochybné vědecké jméno). Může se dokonce jednat o materiál náležející k rodu Tatisaurus, který je známý ze stejného geologického souvrství.
V současnosti se množství a druhová biodiverzita vývojově primitivních tyreoforů významně rozrůstá a jejich systematika a posouzení vzájemných vývojových vztahů se proto poněkud komplikují. Tento obrněný dinosaurus byl však s velkou pravděpodobností vzdáleně příbuzný evropskému rodu Scelidosaurus.